# Idi Amin Dada
‎Idi Amin Dada, ugandski vojak in politik, * 17. maj 1925, † 16. avgust 2003.
Idi Amin je bil med leti 1971 in 1979 vojaški diktator in predsednik Ugande. Amin se je leta 1946 priključil britanskem kolonialnemu regimentu Kraljeve afriške puške (KAR) in napredoval do čina generala in poveljnika ugandske vojske. Januarja 1971 je s pomočjo vojske izvedel državni udar in odstavil Miltona Oboteja. Njegovo vladanje zaznamujejo kršitve človekovih pravic, zatiranje političnih nasprotnikov, etnično čiščenje ter izgon Azijcev iz Ugande leta 1972. Število žrtev režima ni natančno znano, po ocenah se giblje med 100.000 in 500.000.
Med leti 1977 in 1979 se je Amin imenoval kot His Excellency, President for Life, Field Marshal, Al Hadji, Doctor of Laws, VC, DSO, MC, Lord of All the Beasts of the Earth and Fishes of the Seas and Conqueror of the British Empire in Africa in General and Uganda in Particular. oziroma v prevodu 'Njegova visokost, dosmrtni predsednik, feldmaršal, hadži, doktor prava, nosilec križca zmage, odlikovanja za odlično služenje, vojaškega križca, gospodar vseh zveri na zemlji in rib v morjih in na splošno osvajalec Britanskega imperija v Afriki in prav posebej v Ugandi. V letu 1975 je navkljub opoziciji postal predsednik Organizacije afriške enotnosti, skupine, ki naj bi promovirala solidarnost afriških držav.
Idi je bil človek, ki je vedno deloval veselo, rad je imel zabave, se šalil, vendar velja za enega najbolj okrutnih diktatorjev.